# Тенсед
Тенсед (на английски: Tensed) е град в окръг Бенъуа, щата Айдахо, САЩ. Тенсед е с население от 126 жители (2000) и обща площ от 0,5 km². Намира се на 781 m надморска височина. ЗИП кодът му е 83870, а телефонният му код е 208.